# Рыбушкино (Одинцовский район)
Рыбушкино — деревня в Одинцовском районе Московской области, в составе сельского поселения Ершовское. Население 85 человек на 2006 год, в деревне числится 1 улица — Новая. До 2006 года Рыбушкино входило в состав Саввинского сельского округа.
Деревня расположена на северо-западе района, недалеко от левого берега Москва-реки, в 8 километрах на запад от Звенигорода, высота центра над уровнем моря 140 м.

Мемориальная доска крупным планом. Монумент «45-мм пушка»

Впервые в исторических документах деревня встречается в писцовой книге 1537 года, как деревня сельцо Рыболовли — вотчина Богоявленского монастыря. По сотной выписи 1559 года в селе были монастырский двор и 17 дворов. В Смутное время село было разорено и в описании 1624 года фигурирует уже деревня Рыболовли. По Экономическим примечаниям 1800 года называлось уже Рыбушкино, в составе «экономической» Покровской волости, 40 дворов и 382 жителя. На 1852 год в казённая деревне Рыбушкина числилось 72 двора, 257 душ мужского пола и 268 — женского, в 1890 году — 565 человек. По Всесоюзной переписи 17 декабря 1926 года числилось 74 хозяйства и 365 жителей, были сельсовет и школа первой ступени, по переписи 1989 года — 67 хозяйств и 143 жителя.